# Centaurea kilaea
Centaurea kilaea — вид рослин роду волошка (Centaurea), з родини айстрових (Asteraceae).

## Середовище проживання
Ендемік пн.-зх. Туреччини (Анатолія і європейська частина). Населяє піщані пляжі й дюни.